# Thomas Michael Mayer
Thomas Michael Mayer (* 29. November 1946 in München; † 17. Juni 2010 in Marburg) war ein deutscher Germanist und Georg-Büchner-Forscher.

## Leben
Mayer wurde nach einem Studium der Germanistik 1978 an der Freien Universität Berlin promoviert. Er war dort Hochschulassistent und wechselte 1981 an die Universität Marburg. Hier gründete und baute er die Forschungsstelle Georg Büchner – Literatur und Geschichte des Vormärz auf und bereitete einen Antrag auf Förderung einer Historisch-kritischen Büchner-Ausgabe im Langzeitprogramm der Deutschen Forschungsgemeinschaft (DFG) vor. Er war seit 1986 Akademischer Rat am Institut für Neuere deutsche Literatur in Marburg und fungierte als Mitherausgeber der Büchner-Werkausgabe, deren erste Bände im Jahre 2000 erschienen. Im Jahre 2003 verließ er die Forschungsstelle Georg Büchner, an der er lange Jahre eng mit deren Leiter Burghard Dedner zusammengearbeitet hatte. 2009 wurde er pensioniert.
1979 wurde Mayer Gründungsvorsitzender der Georg Büchner Gesellschaft, die er bis 1996 leitete. Von 1981 bis 2000 gab er neun Bände des Periodikums Georg Büchner Jahrbuch teils allein heraus. Er organisierte 1981 in Darmstadt das 1. Internationale Georg-Büchner-Symposium und erhielt noch im selben Jahr als erster den Förderpreis zum Hessischen Kulturpreis. Außerdem war er maßgeblich an der Planung der Büchner-Ausstellung in Darmstadt 1987 beteiligt. Seit den 1990er Jahren war er einer der Hauptbeteiligten bei Kontroversen innerhalb der Büchner-Forschung, so u. a. mit Jan-Christoph Hauschild.

## Schriften (Auswahl)
- Büchner und Weidig – Frühkommunismus und revolutionäre Demokratie. Zur Textverteilung des „Hessischen Landboten“ (= Edition Text + Kritik. Sonderband). Edition Text & Kritik, München 1979, ISBN 3-921402-63-8 (zugleich FU Berlin, phil. Diss., 1978).
- mit Reinhard Görisch (Hrsg.): Untersuchungsberichte zur republikanischen Bewegung in Hessen 1831–1834. Insel-Verlag, Frankfurt am Main 1982, ISBN 3-458-14044-1.
- mit Walter Grab: Georg Büchner und die Revolution von 1848. Der Büchner-Essay von Wilhelm Schulz aus dem Jahr 1851. Text und Kommentar. Athenäum, Königstein 1985, ISBN 3-7610-8310-6.
- als Hrsg.: Georg Büchner. Leben, Werk, Zeit. Katalog. Ausstellung zum 150. Jahrestag des „Hessischen Landboten“. Jonas-Verlag, Marburg 1985, ISBN 3-922561-36-5.
- als Hrsg.: Georg Büchner. Insel-Verlag, Frankfurt am Main 1987, ISBN 3-458-14331-5.
- mit Erika Gillmann, Reinhard Pabst und Dieter Wolf (Hrsg.): Georg Büchner an „Hund“ und „Kater“. Unbekannte Briefe des Exils. Jonas-Verlag, Marburg 1993, ISBN 3-89445-161-0.
- als Hrsg.: Georg Büchner: Sämtliche Werke und Schriften. Bd. 3,1: Danton’s Tod. Text (= Marburger Ausgabe. Band 3,1). Wissenschaftliche Buchgesellschaft, Darmstadt 2000, ISBN 3-534-14520-8.
- mit Burghard Dedner (Hrsg.): Georg Büchner: Leonce und Lena. Studienausgabe. Reclam, Stuttgart 2003, ISBN 3-15-018248-4.